# Oficina de Control de Activos Extranjeros
La Oficina de Control de Activos Extranjeros (en inglés: Office of Foreign Assets Control) es un organismo de control financiero dependiente del Departamento del Tesoro de los Estados Unidos. Se ocupa de la aplicación de las sanciones internacionales estadounidenses en el ámbito financiero, sobre todo en el marco de la protección de la seguridad nacional y en el apoyo de la política exterior de los Estados Unidos.
Como un componente del Departamento del Tesoro de los Estados Unidos, la OFAC opera bajo mando de la Oficina de Terrorismo e Inteligencia Financiera y está compuesta principalmente por asesores de inteligencia y abogados. Si bien la Casa Blanca establece en términos generales muchos de los objetivos de la OFAC, la mayoría de los casos individuales se desarrollan como resultado de las investigaciones realizadas por la Oficina de Globalización de Objetivos de la OFAC (OGT).
A veces descrita como una de las agencias gubernamentales "más poderosas pero desconocidas",  la OFAC se fundó en 1950 y tiene el poder de imponer multas significativas contra las entidades que desafían sus directivas, incluida la imposición de multas, la congelación de activos y la prohibición a las partes de operar en los Estados Unidos. En 2014, la OFAC alcanzó un acuerdo récord de 963 millones de dólares con el banco francés BNP Paribas, que era una parte de una multa de 8900 millones de dólares impuesta en relación con el caso en general.

## Historia
La participación del Departamento del Tesoro de los Estados Unidos en sanciones económicas contra estados extranjeros se remonta a la Guerra de 1812, cuando el Secretario Albert Gallatin aplicó sanciones contra Gran Bretaña en represalia por la impresión de los marineros estadounidenses.
La División de Control de Activos Extranjeros, predecesor inmediato de la OFAC, se estableció en diciembre de 1950. Las agencias predecesoras de la División de Control de Activos Extranjeros incluyen el Control de Fondos Extranjeros, que existió desde 1940 a 1947, y la Oficina de Finanzas Internacionales (1947 a 1950). El primer antecesor de la OFAC, Control de Fondos Extranjeros, fue establecido por la Orden Ejecutiva 8389 como una unidad de la Oficina del Secretario de Hacienda el 10 de abril de 1940. La autoridad para establecer el Control de Fondos Extranjeros se derivó de la Ley de Comercio con el Enemigo de 1917. 
Entre otras operaciones, el Control de Fondos Extranjeros administró controles de importación en tiempo de guerra sobre los activos del enemigo y restricciones en el comercio con los estados enemigos. También participó en la administración de la Lista Proclamada de Ciertos Nacionales Bloqueados, o la "Lista Negra", y realizó censos de activos de propiedad extranjera en los Estados Unidos y activos de propiedad estadounidense en el extranjero. El control de fondos extranjeros fue abolido en 1947, y sus funciones se transfirieron a la recientemente establecida Oficina de Finanzas Internacionales (OIF). En 1948, las actividades de la OIF relacionadas con fondos extranjeros bloqueados se transfirieron a la Oficina de Propiedad de Extranjeros, una agencia dentro del Departamento de Justicia.
La División de Control de Activos Extranjeros se estableció en la Oficina de Finanzas Internacionales por orden del Departamento del Tesoro en 1950, luego de la entrada de la República Popular China en la guerra de Corea; El presidente Harry S. Truman declaró una emergencia nacional y bloqueó todos los activos chinos y norcoreanos sujetos a la jurisdicción estadounidense. Además de bloquear los activos chinos y norcoreanos, la División administró ciertas regulaciones y órdenes emitidas en virtud de la Ley de Comercio con Enemigos modificada. El 15 de octubre de 1962, por orden del Departamento del Tesoro, la División de Control de Activos Extranjeros se convirtió en la Oficina de Control de Activos Extranjeros.

## Autoridad y actividades

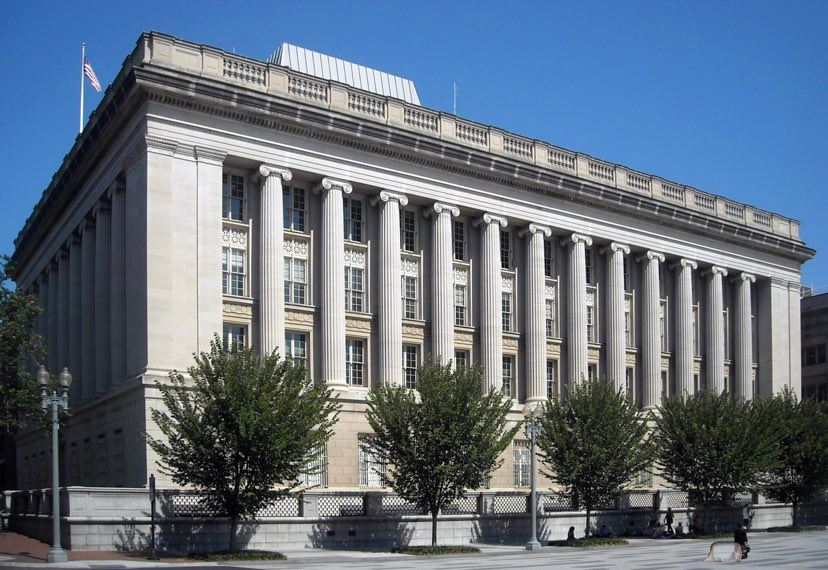
La OFAC tiene su sede en el Anexo del Tesoro, ubicado en la esquina de Pennsylvania Avenue y Madison Place, N.W., en Washington, D.C.

Además de la Ley de Comercio con Enemigos y las diversas emergencias nacionales actualmente vigentes, la OFAC deriva su autoridad de una variedad de leyes federales de los Estados Unidos con respecto a los embargos y las sanciones económicas.
Al aplicar sanciones económicas, la OFAC actúa para prevenir las "transacciones prohibidas", que la OFAC describe como "transacciones comerciales o financieras y otras transacciones en las que las personas de los Estados Unidos no pueden participar a menos que estén autorizadas por la OFAC o exentas expresamente por ley". La OFAC tiene la autoridad para otorgar exenciones a las prohibiciones de tales transacciones, ya sea mediante la emisión de una licencia general para ciertas categorías de transacciones, o mediante licencias específicas emitidas caso por caso. La OFAC administra y aplica los programas de sanciones económicas contra países, empresas o grupos de individuos, utilizando el bloqueo de activos y las restricciones comerciales para cumplir con la política exterior y los objetivos de seguridad nacional.
Bajo la Ley de Poderes Económicos de Emergencia Internacional (IEEPA), el presidente de Estados Unidos está facultado durante emergencias nacionales para bloquear la eliminación de activos extranjeros bajo la jurisdicción de los Estados Unidos. Ese mandato es ejecutado por la OFAC mediante la emisión de regulaciones que dirigen a las instituciones financieras en consecuencia.
Entre 1994 y 2003, la OFAC recaudó más de 8 millones de dólares en violaciones del embargo cubano, en contra de menos de 10,000 dólares por violaciones de financiamiento del terrorismo. Tenía diez veces más agentes asignados al seguimiento de las actividades financieras relacionadas con Cuba que a Osama Bin Laden.
Como parte de sus esfuerzos para apoyar las sanciones a Irak, en 2005, la OFAC multó a Voices in the Wilderness por suma de 20,000 dólares por regalar medicamentos y otros suministros humanitarios a los iraquíes. En un caso similar, la OFAC impuso e intentó cobrar una multa de 10,000 dólares, más intereses, contra el activista por la paz Bert Sacks por llevar la medicina a los residentes de Basora; los cargos contra Sacks fueron desestimados por el tribunal en diciembre de 2012.
En octubre de 2007, eNom inhabilitó el acceso a sus nombres de dominio a un conjunto de sitios web de agencias de viajes españolas: los nombres de dominio estaban en la lista negra de la OFAC. Cuando se le preguntó, el Tesoro de los Estados Unidos se refirió a un comunicado de prensa de 2004 que afirmaba que la compañía "había ayudado a los estadounidenses a evadir las restricciones para viajar a Cuba".
En el caso de Estados Unidos v. Banki, el 5 de junio de 2010, un ciudadano de los Estados Unidos fue condenado por violar al Embargo Comercial a Irán por no solicitar a la OFAC las licencias de transferencia de moneda iraní por adelantado. El 25 de agosto de 2010, los Colegios de Abogados de Irán y Estados Unidos anunciaron que presentarían un escrito de amicus curiae ante el Tribunal de Apelaciones para el Segundo Circuito en Estados Unidos v. Banki. También ha contratado abogados para solicitar más orientación de la OFAC sobre la importación de productos de Irán.
El nombramiento como director no está sujeto a la confirmación del Senado.

## Personas sancionadas
La OFAC publica una lista de Nacionales Especialmente Designados (SDN, por sus siglas en inglés), que enumera a personas, organizaciones y embarcaciones con quienes los ciudadanos de los Estados Unidos y los residentes permanentes tienen prohibido hacer negocios. Esta lista difiere de la lista mantenida de conformidad con la Sección 314 (a) de la Ley Patriota.
Cuando una entidad o individuo se coloca en la lista SDN, puede solicitar a la OFAC que reconsidere. Pero la OFAC no está obligada a eliminar un individuo o entidad de la lista SDN. Dos casos de tribunales federales han encontrado que el proceso actual del Tesoro / OFAC es constitucionalmente deficiente.
En agosto de 2009, un fallo de un tribunal federal en KindHearts v. Treasury determinó que la confiscación de los activos de KindHearts por parte del Tesoro sin previo aviso o medios de apelación es una violación de las Enmiendas Cuarta y Quinta.
El 23 de septiembre de 2011, el Tribunal de Apelaciones del Noveno Circuito confirmó la decisión de un tribunal inferior de que los procedimientos utilizados por el Tesoro para cerrar la Fundación Islámica Al Haramain con sede en Oregón en 2004 fueron inconstitucionales. El tribunal dijo que la garantía de la Quinta Enmienda de las garantías procesales exigía que el Tesoro notificara adecuadamente las razones por las que coloca a un grupo en la lista de terroristas, así como una oportunidad significativa para responder. Además, el tribunal dictaminó que congelar los activos del grupo equivale a una incautación en virtud de la Cuarta Enmienda, por lo que se requiere una orden judicial.
Al 7 de octubre de 2015, la lista SDN tenía más de 15,200 entradas de 155 países. De esas, 178 entradas fueron para aeronaves y 575 para barcos ("buques"). Las restantes 14,467 entradas fueron para personas y organizaciones designadas. OFAC crea entradas separadas en la lista SDN para cada alias de una persona designada, por lo que el número de entradas no refleja la cantidad de personas designadas.

## Identificaciones de Sanciones Sectoriales
La OFAC publica una lista de Identificaciones de Sanciones Sectoriales (SSI), que enumera a personas, empresas y entidades en sectores de la economía rusa (especialmente energía, finanzas y armamentos), que prohíbe ciertos tipos de actividad con estas personas o entidades por personas de Estados Unidos, dondequiera que se encuentren residenciados. Esta lista se mantiene después de la emisión de EO. 13662 Propiedad bloqueada de personas adicionales que contribuyen a la situación en Ucrania el 20 de marzo de 2014, de acuerdo con 79 FR 16167.
El 13 de agosto de 2014, el Departamento del Tesoro de los Estados Unidos emitió una guía para las entidades bajo sanciones sectoriales. Estados Unidos incrementó el número de entidades en la lista de identificaciones de sanciones sectoriales agregando subsidiarias de entidades bajo sanciones sectoriales que tienen el 50% o más de propiedad de una entidad bajo sanciones sectoriales individualmente o en conjunto, ya sea directa o indirectamente. Además, las personas de Estados Unidos no pueden utilizar un intermediario externo y deben tener precaución durante las "transacciones con una entidad no bloqueada en las que una o más personas bloqueadas tienen un interés de propiedad significativo menor al 50% o que una o más personas bloqueadas pueden control por otros medios que no sean una participación mayoritaria ".
El 22 de diciembre de 2015, el Departamento del Tesoro de los Estados Unidos enumeró explícitamente todas las entidades y sus subsidiarias en la lista de identificaciones de sanciones sectoriales mediante una búsqueda legible por humanos.